# Майкл, Грегори
Грегори Майкл (англ. Gregory Michael, родился 30 мая 1981, Филадельфия, Пенсильвания) — американский актёр, наиболее известный в сериале «Бухта Данте» в роли Кевина Арчера.

## Биография
Будущий актёр почувствовал тягу к кино в ранние годы. В подростковом возрасте он активно выступал в театре, играя ведущие роли в различных мюзиклах и пьесах. Некоторые из них были сыграны в знаменитом театре Филадельфии Walnut Street Theatre.
Грегори Майкл окончил Университет Пенсильвании, специализировавшись по исполнительским видам искусства. Затем он переехал в Нью-Йорк. Первое прослушивание Майкл прошел у компании Walt Disney, и получил работу в Орландо, Флорида.
Через год получения работы в Walt Disney Company Грегори Майклу предложили поработать для Universal Studios. Танцы, пение и комедийная импровизация оставались для него обычным делом, но теперь в другом месте. Грегори понял, что должен покинуть Орландо, чтобы добиться большего, и вернулся в Нью-Йорк. Вскоре после переезда он получил первую крупную роль в одном из самых старых шоу телевидения — в мыльной опере «Как вращается мир». В этом сериале Грегори Майкл играл более семи месяцев.
Уроки в Barrow Group, престижной театральной программы в Нью-Йорке, научили Грегори Майкла больше, чем актерскому искусству. Но будучи в постоянном поиске нового и стремясь возвысить свою карьеру, он осознал, что лучшим местом для него является Лос-Анджелес. Там он получил свою самую известную роль — в сериале «Бухта Данте».

## Фильмография
| год       | фильм                                 | роль                        | примечания                            |
| --------- | ------------------------------------- | --------------------------- | ------------------------------------- |
| 2003-2004 | Как вращается мир(As the World Turns) | Кларк Уотсон (Clark Watson) | 32 эпизода                            |
| 2005      | Running Out of Time In Hollywood      | Майкл (Michael)             |                                       |
| 2005-2006 | Just Legal                            | Райан Серн (Ryan Cern)      | эпизоды: «The Rainmaker», «The Limit» |
| 2005-2007 | Бухта Данте(Dante’s Cove)             | Кевин Арчер (Kevin Archer)  | 13 эпизодов                           |
| 2008      | Любовники (The Lovers)                | Крис (Chris)                |                                       |
| 2008-2011 | Greek                                 | Грант Иллис (Grant Ellis)   | 19 эпизодов                           |